# Dammen van A tot Z

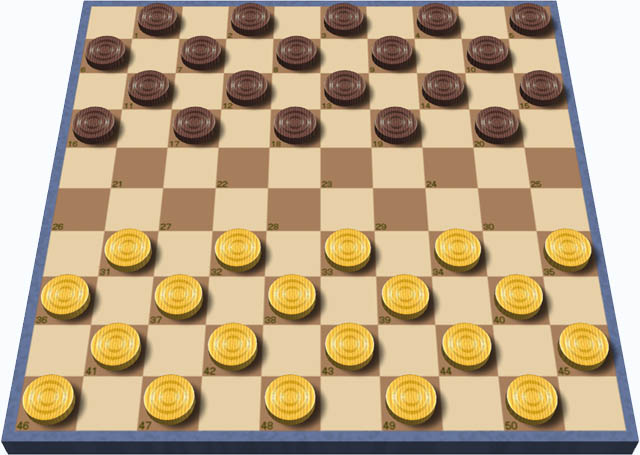
Dammen speelt men op een dambord

## A
Afgebroken partij

## B
Blinddammen -
Blindsimultaandammen -
Blokzet -
Bomzet -
Bordspel

## C
Checkers -
Computerdammen -
Coup Fabre -
Coup Mazette -
Coup Napoleon -
Coup Philippe -
Coup Raphaël -
Coup ricochet -
Coup Royal -
Coup Springer -
Coup de la trappe -
Coup Turc

## D
Dammen -
Dambord -
DamExchange -
Damnotatie -
Damschool Culemborg -
Damvereniging Denk en Zet Culemborg -
Delftse telling -
Doordammen -
Dwangzet

## E
Europees kampioenschap dammen - 
Europees kampioenschap dammen voor vrouwen

## F
Formaties

## H
Haarlemmerzet - 
Heijmans Excelsior Damvereniging - 
Hielslag

## K
Kaatsingszetje - 
Kellervariant

## L
Lijst van bekende Belgische dammers -
Lijst van Franse kampioenen dammen -
Lijst van kampioenen dammen van de Sovjet-Unie

## M
Maanslag

## N
Nationaal Grootmeester dammen - 
Nederlands kampioenschap dammen - 
Nederlands kampioenschap dammen jeugd - 
Lijst van Nederlands kampioenschap dammen vrouwen

## O
Offer

## P
Pièce touchée -
Positiespel

## R
Remise

## S
Simultaanspel -
Sonneborn-Berger punten

## T
Tekstzet -
Tempozet

## V
Valluikslag -
Varianten van het damspel -
Vluggertje

## W
Weerstandspunten -
Wereldkampioenschap dammen - 
Wereldkampioenschap dammen voor vrouwen -
Winstpercentage

## Z
Zetdwang -
Zetje van Lochtenberg -
Zetje van Weiss -
Zwitsers systeem